# Corneliu Gârbea
Corneliu Gârbea, cunoscut și sub numele de Cornel Gârbea, (n. 5 septembrie 1928, Gheorghieni, România – d. 13 iulie 2018, București, România) a fost un actor român de film, radio, scenă, televiziune și voce.

## Biografie artistică
A fost actor la Teatrul Mic din București. De asemenea, a jucat într-un număr mare de filme, colaborând îndeosebi cu regizorul Sergiu Nicolaescu.

## Distincții
- Medalia Meritul Cultural clasa I (6 noiembrie 1967) „pentru merite în domeniul artei dramatice”[3]

## Filmografie
- Brigada lui Ionuț (1954) - Neagu
- Alarmă în munți (1955) - Bordea
- S-a furat o bombă (1962) - bandit (nemenționat)
- Tudor (1963)
- Pași spre lună (1964) - troglodit
- Răscoala (1966)
- Vremea zăpezilor (1966)
- Faust XX (1966)
- Dacii (1967)
- Războiul domnițelor (1969)
- Doi bărbați pentru o moarte (1970)
- Mihai Viteazul (1971) - boierul Dimcea
- Răzbunarea (1972)
- Cu mîinile curate (1972) - gangsterul Burdujel
- Dincolo de nisipuri (1974) - chestorul (nemenționat)
- Păcală (1974) - un sătean de frunte
- Un comisar acuză (1974) - legionarul Chirvasie
- Când trăiești mai adevărat (film TV, 1974)
- Pe aici nu se trece (1975)
- Zile fierbinți (1975) - maistrul de montaj Dumitru
- Prin cenușa imperiului (1976) - conducătorul partizanilor sârbi
- Osînda (1976) - ciobanul Bădin
- Serenadă pentru etajul XII (1976)
- Pentru patrie (1978) - sergentul Zacheu
- Das verschollene Inka-Gold (1978)
- Nea Mărin miliardar (1979) - Peach
- Falansterul (1979)
- Ultima frontieră a morții (1979)
- Mihail, cîine de circ (1979) - Grimshaw
- Ultima noapte de dragoste (1980) - maiorul Dimiu
- Burebista (1980) - conducător dac
- Capcana mercenarilor (1981) - mercenarul genovez
- Iancu Jianu haiducul (1981)
- Șantaj (1981)
- Detașamentul „Concordia” (1981)
- Duelul (1981) - Ureche
- Trandafirul galben (1982) - țăran înlănțuit pe un pod
- Întîlnirea (1982) - șeful postului de jandarmi
- Pădurea nebună (1982)
- Cucerirea Angliei (1982) - contele Morcar
- Ringul (1984) - reprezentantul companiei Bio-Aktiv
- Secretul lui Bachus (1984) - Alduitu, angajat la IAS „Vinicola”
- Sosesc păsările călătoare (1985)
- Ciuleandra (1985) - agentul de poliție Grigore Leahu
- Racolarea (1985)
- Trenul de aur (1986) - Androne, aghiotantul militar al lui Armand Călinescu
- Noi, cei din linia întâi (1986) - partizan cehoslovac (nemenționat)
- Secretul lui Nemesis (1987) - vecin de bloc
- François Villon – Poetul vagabond (1987) - Sac à Vin
- Mircea (1989) - slugerul Ion Iercău
- Coroana de foc (1990) - tâlharul Trestie
- Rămînerea (1991)
- Harababura (1991)
- Punctul zero (1996) - avocatul soților Ceaușescu
- Craii de Curtea Veche (1996)
- Triunghiul morții (1999)
- Efect 30 (2009) - Tatăl lui Mircea